# Can Espanya-Serra
Can Espanya Serra és un edifici neogòtic, que data de l'any 1900. Es distingeix per la seva original façana, que té caps de figures mitològiques, d'al·legories religioses i d'altres iconografies simbòliques. A la façana, hi ha vint-i-vuit carasses, com la Fe, el Mercuri i la Medusa, a més de bisbes i reis.
A la cantonada que mira a la Portella, hi ha un rellotge de sol molt singular, portat per un àngel en posició hieràtica, a més, té un filacteri que posa el següent missatge: Ultima multis (La darrera [hora] per a molts).
L'interior té un pati neogòtic amb arcs rebaixats i amb una notable escala amb barana constituïda per setze plafons amb motllures i relleus artístics.
Al solar de l’edifici, s'hi trobava un casal antic que era propietat de Pere de Sala, l’any 1576. Al segle XVII va passar a ser propietat de la família Guaita. Posteriorment, els segles XVIII i XIX va ser habitada pels Serra, una família molt reconeguda, amb membres com Bonaventura Serra i Ferragut (1728-1784). Ell va ser un erudit, investigador i escriptor molt important per la il·lustració a Mallorca.
L’antic edifici va passar per herència a la família Espanya l’any 1892. Després, fou reedificat i convertit en l'Hostal Isabel II. Recentment ha estat rehabilitat com a edifici d’habitatges plurifamiliar.